# Brutal Planet
Brutal Planet — двадцать первый студийный и четырнадцатый сольный альбом Элиса Купера, выпущенный в 2000 году.

## Об альбоме
В этом альбоме исполнителем затрагиваются темы более мрачные и тяжёлые по сравнению с другими альбомами, такие как, например, насилие в семье («Take It Like a Woman»), маниакальное поведение («It’s the Little Things»), различные предрассудки («Blow Me a Kiss»), темы войны и школьного насилия («Pick Up the Bones» и «Wicked Young Man»). Продолжением этого альбома послужил альбом Dragontown, а вместе с The Last Temptation они составляют тематическую трилогию.

## Список композиций
| №   | Название                 | Автор(ы)                             | Длительность |
| --- | ------------------------ | ------------------------------------ | ------------ |
| 1.  | «Brutal Planet»          | Элис Купер, Боб Марлетт              | 4:40         |
| 2.  | «Wicked Young Man»       | Э. Купер, Б. Марлетт                 | 3:50         |
| 3.  | «Sanctuary»              | Э. Купер, Б. Марлетт                 | 4:00         |
| 4.  | «Blow Me a Kiss»         | Э. Купер, Б. Марлетт, Боб Эзрин      | 3:19         |
| 5.  | «Eat Some More»          | Э. Купер, Б. Марлетт                 | 4:36         |
| 6.  | «Pick Up the Bones»      | Э. Купер, Б. Марлетт                 | 5:16         |
| 7.  | «Pessi-mystic»           | Э. Купер, Б. Марлетт, Брайан Нельсон | 4:56         |
| 8.  | «Gimme»                  | Э. Купер, Б. Марлетт                 | 4:47         |
| 9.  | «It’s the Little Things» | Э. Купер, Б. Марлетт                 | 4:12         |
| 10. | «Take It Like a Woman»   | Э. Купер, Б. Марлетт                 | 4:13         |
| 11. | «Cold Machines»          | Э. Купер, Б. Марлетт                 | 4:16         |

| №   | Название                          | Автор(ы)                                        | Длительность |
| --- | --------------------------------- | ----------------------------------------------- | ------------ |
| 10. | «Can’t Sleep, Clowns Will Eat Me» | Э. Купер, Б. Марлетт, Джим Уилсон, Маркус Блейк | 4:09         |

| №  | Название                                         | Автор(ы)                               | Длительность |
| -- | ------------------------------------------------ | -------------------------------------- | ------------ |
| 1. | «It’s the Little Things» (концертная версия)     | Э. Купер, Б. Марлетт                   | 5:19         |
| 2. | «Wicked Young Man» (концертная версия)           | Э. Купер, Б. Марлетт                   | 3:32         |
| 3. | «Poison» (концертная версия)                     | Э. Купер, Дезмонд Чайлд, Джон Маккарри | 4:52         |
| 4. | «My Generation» (концертная версия)              | Пит Таунсенд                           | 1:32         |
| 5. | «Total Rock Rockumentary» (документальный фильм) | —                                      | 35:48        |

## Над альбомом работали
- Элис Купер — вокал
- Райан Рокси — гитара
- China — гитара
- Phil X — гитара
- Эрик Сингер — барабаны
- Боб Марлетт — ритм-гитара, бас-гитара, клавишные

## Позиции в чартах
| Чарт                            | Позиция |
| ------------------------------- | ------- |
| Австрия (Ö3 Austria)            | 49      |
| Германия (Offizielle Top 100)   | 23      |
| Швеция (Sverigetopplistan)      | 31      |
| Швейцария (Schweizer Hitparade) | 66      |
| США (Billboard 200)             | 193     |